# Schiffshebewerk Les Fontinettes

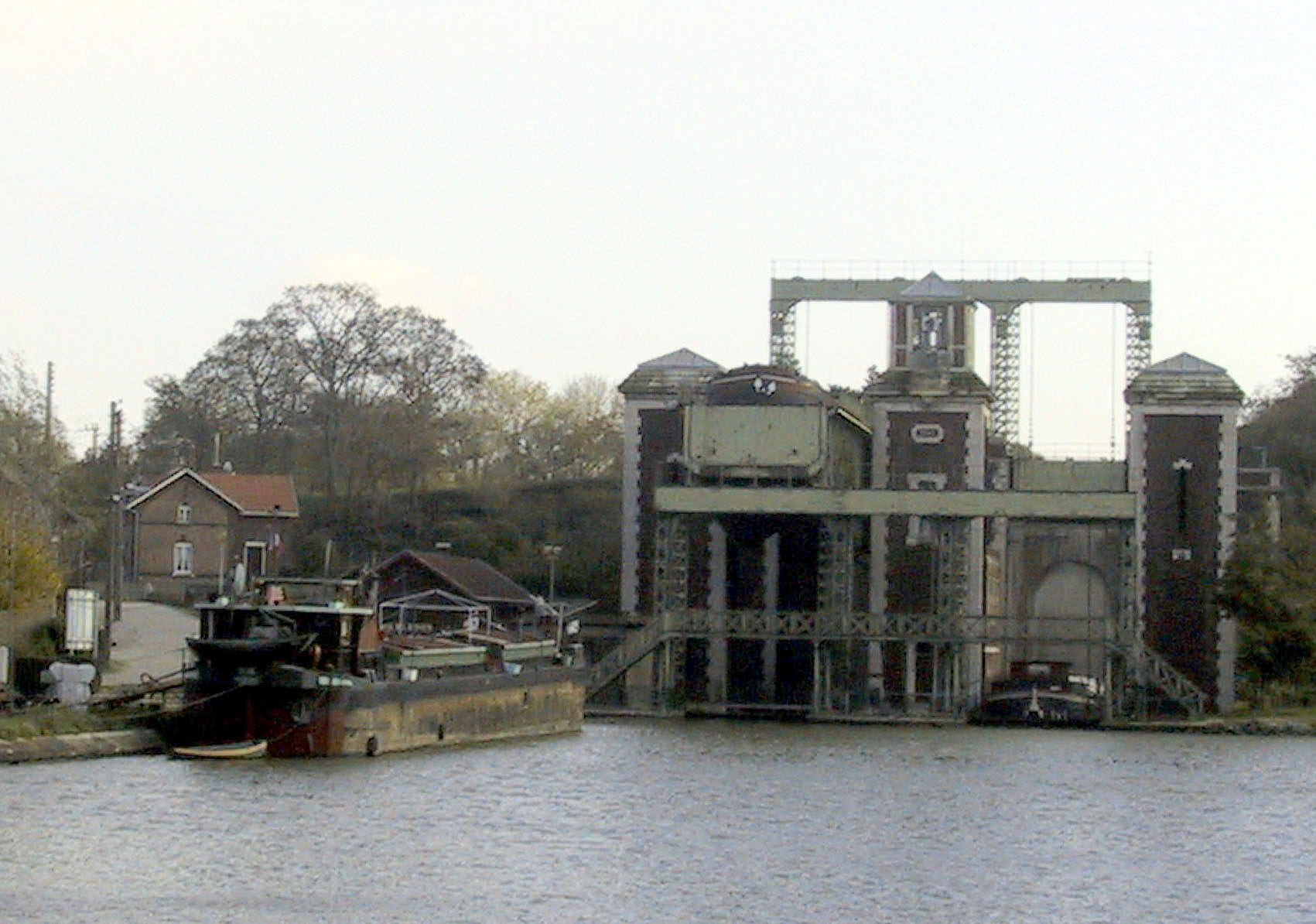
Schiffshebewerk Les Fontinettes

Das Schiffshebewerk Les Fontinettes (französisch Ascenseur des Fontinettes) befindet sich nahe dem gleichnamigen Ortsteil von Arques in der Nähe von Saint-Omer im französischen Département Pas-de-Calais. Es verband den Fluss Aa mit dem Canal de Neuffossé über einen Höhenunterschied von 13 Meter.

## Geschichte und Beschreibung
Das in Frankreich einzigartige Schiffshebewerk sollte eine fünfstufige Schleusentreppe ersetzen. Es wurde von 1885 bis 1888 nach dem Vorbild des wenige Jahre zuvor fertiggestellten Schiffshebewerks Anderton in England erbaut und arbeitete nach dem gleichen hydraulischen Prinzip. Jedoch war es deutlich größer ausgelegt, um die auf den französischen Kanälen eingesetzten standardisierten Lastkähne (Péniches der Freycinet-Klasse) befördern zu können. Das zu hebende Gesamtgewicht eines jeden Trogs betrug somit rund 800 Tonnen, fast das Dreifache von Anderton.
Bei Les Fontinettes hatte man bereits aus einigen der bei Anderton aufgetretenen Probleme gelernt. So wurden beispielsweise die Tröge nicht direkt ins Unterwasser abgesenkt, sondern in eine trockene Grube, die durch ein Hubtor vom Unterwasser abgetrennt war. Auf diese Weise kamen Kolben und Zylinder nicht direkt mit dem Kanalwasser in Berührung. Doch hatte man hier die Belastung der Fundamente unterschätzt, so dass diese sich unter der Last der Tröge langsam absenkten. Nach nur sechs Jahren Betrieb wurde deshalb eine Generalüberholung notwendig, während der man die noch vorhandene alte Schleusentreppe wieder in Betrieb nahm.
1967 ging in unmittelbarer Nähe die Schachtschleuse Écluse des Fontinettes in Betrieb; Hebewerk und Schleusentreppe wurden daraufhin endgültig stillgelegt. Das Schiffshebewerk ist als Museum nicht betriebsfähig erhalten und kann während der Sommersaison besichtigt werden.

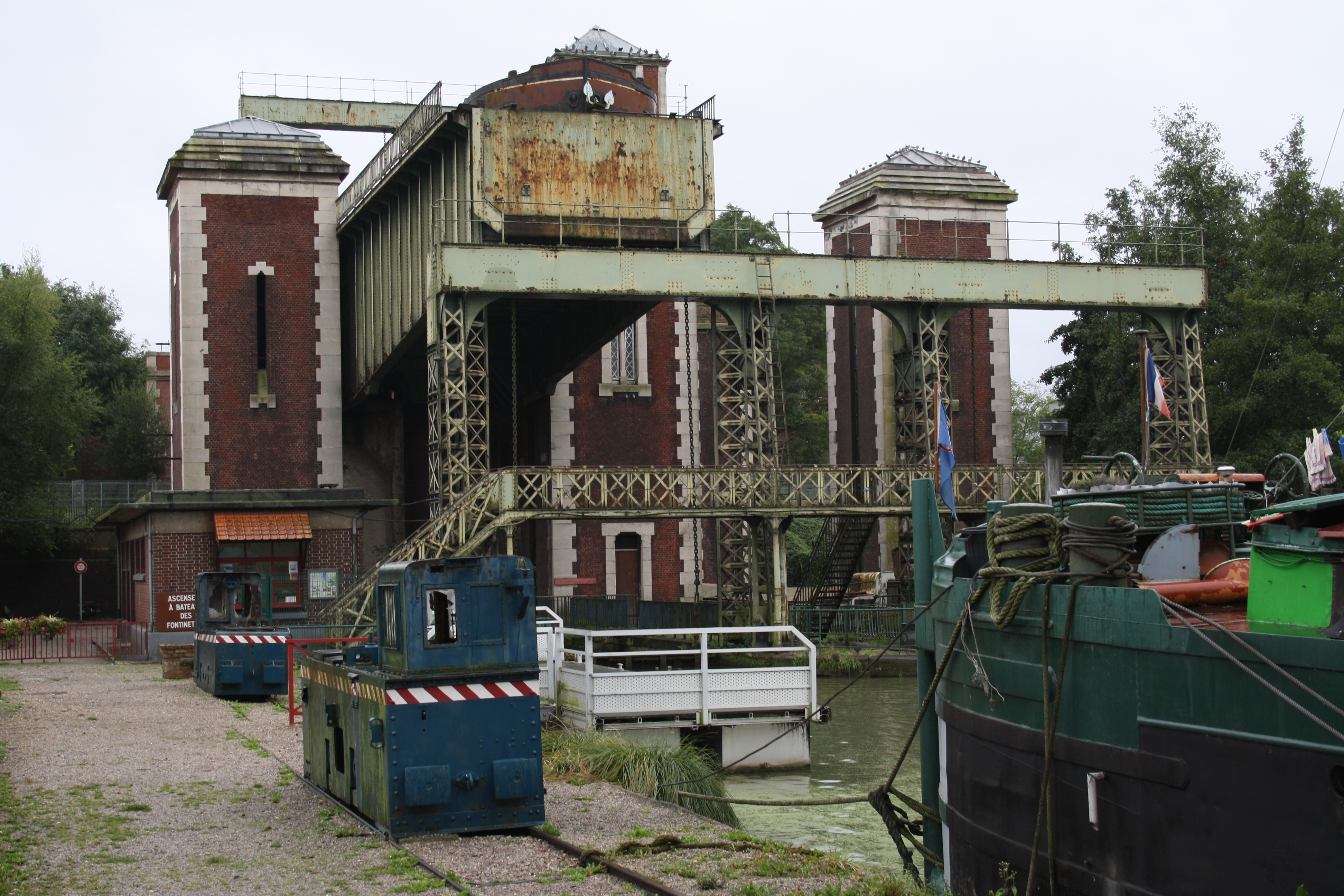
Linker Trog auf dem oberen Niveau, rechter auf dem unteren, davor zwei Treidellokomotiven
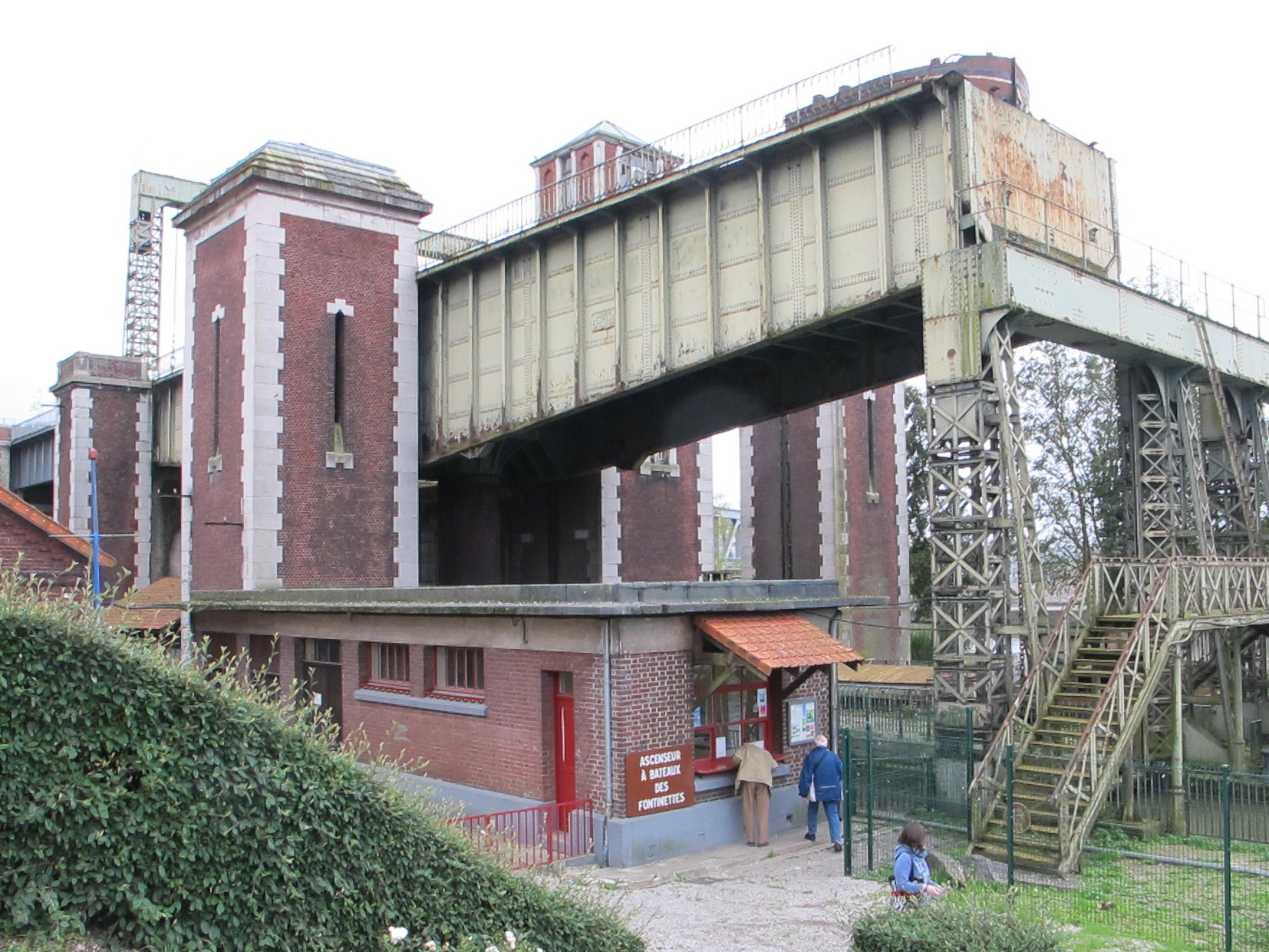
Seitenansicht
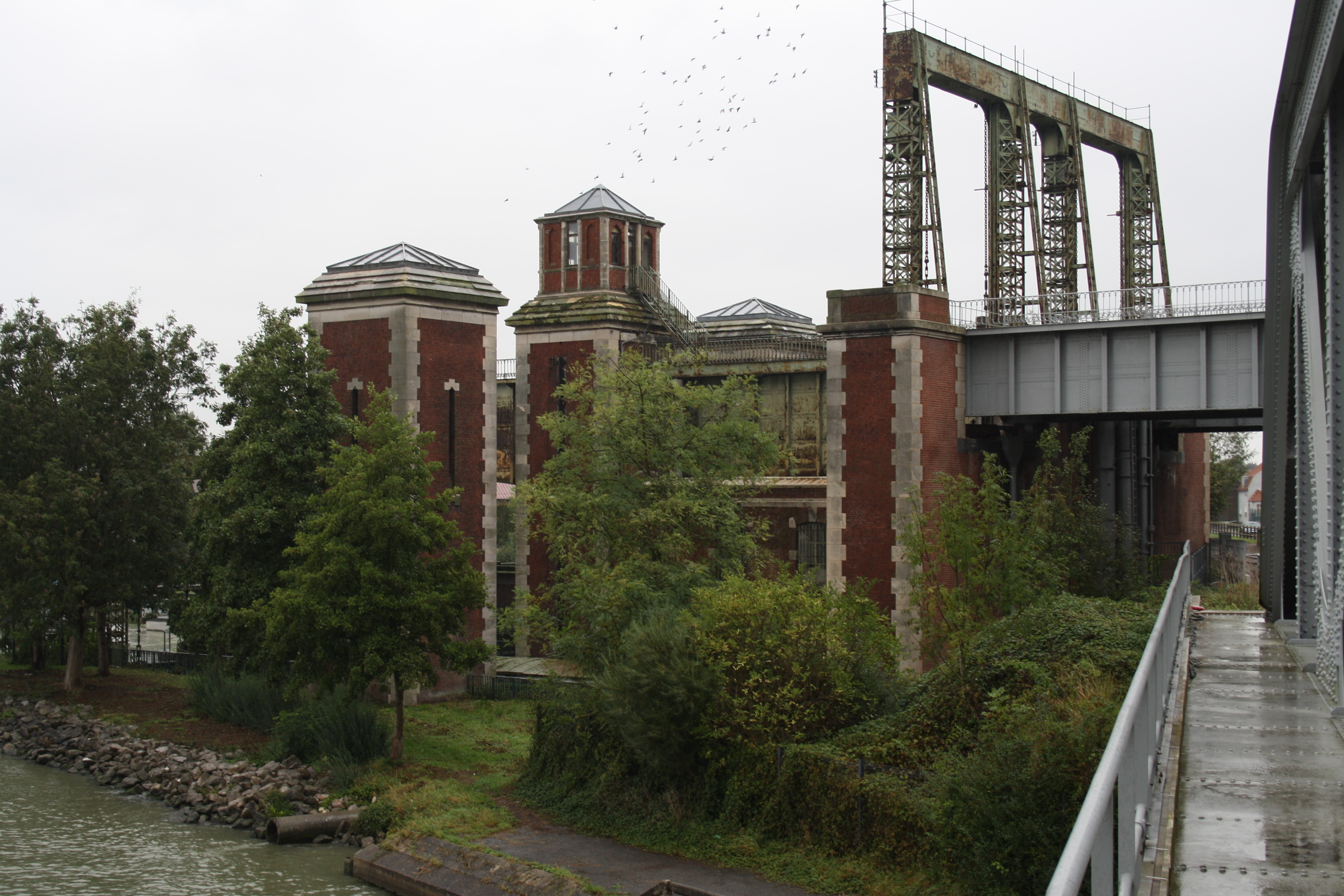
Schiffshebewerk von der Eisenbahnbrücke aus gesehen
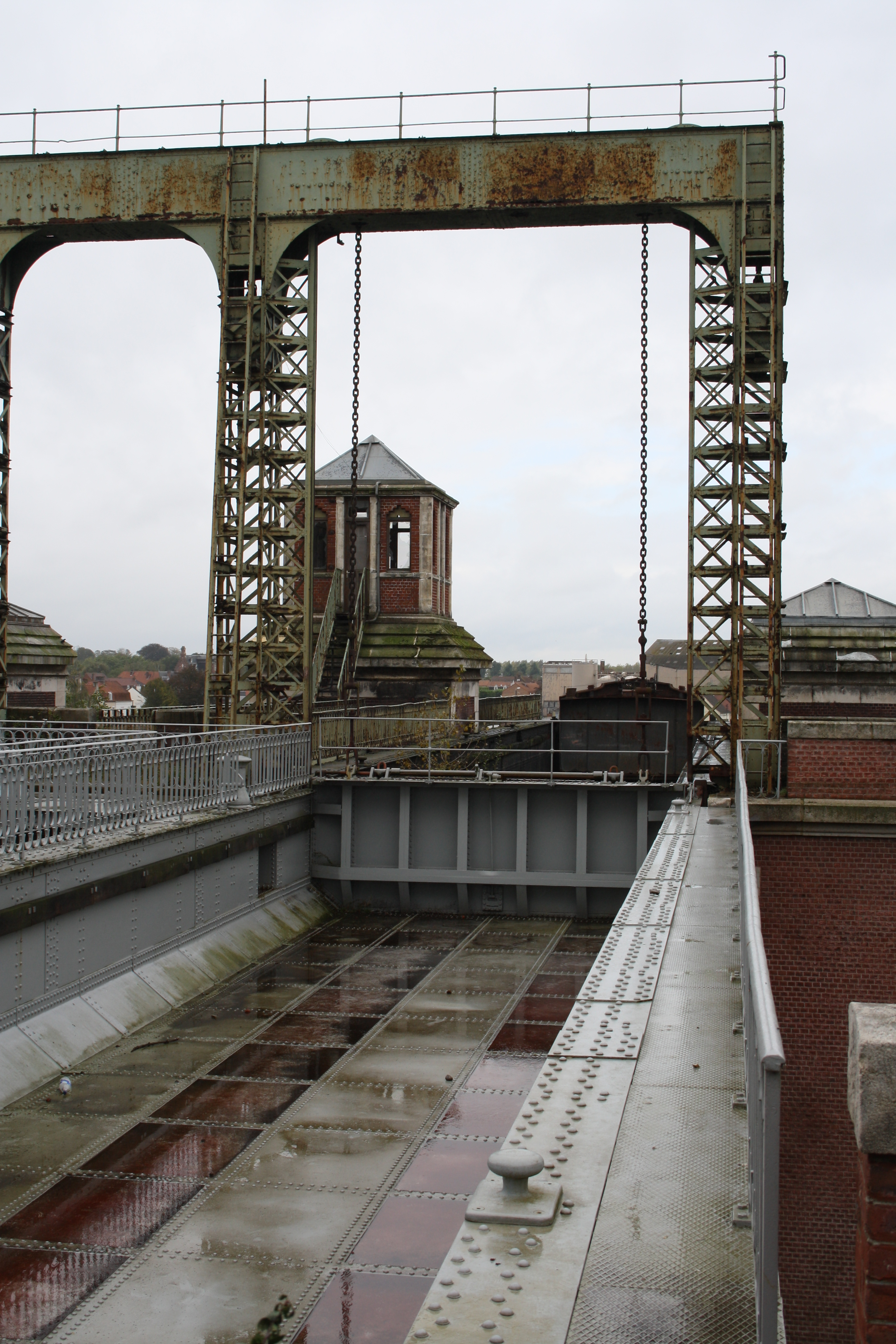
Blick über den östlichen (oberen) Trog
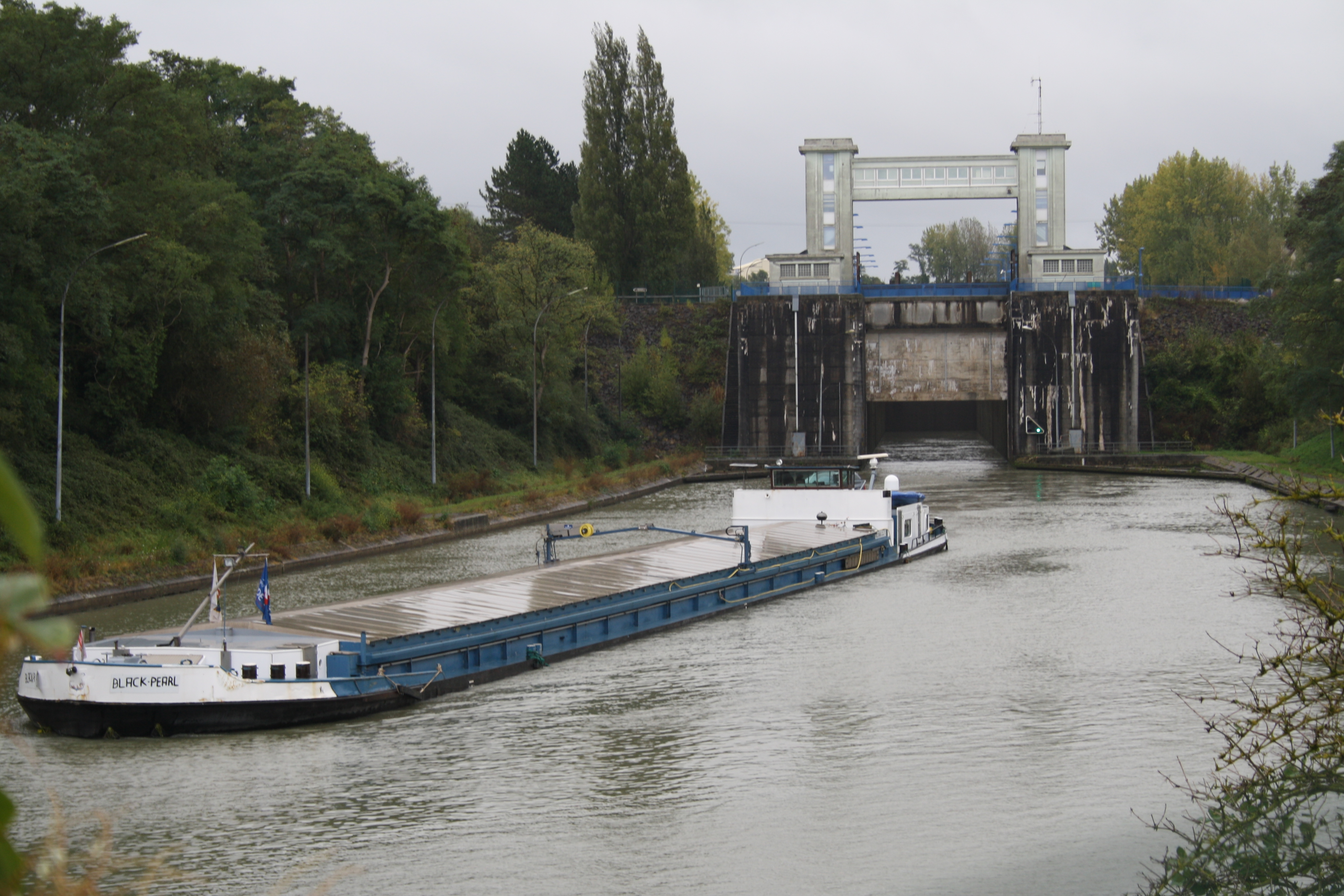
Schachtschleuse Écluse des Fontinettes